# Земляничный вор

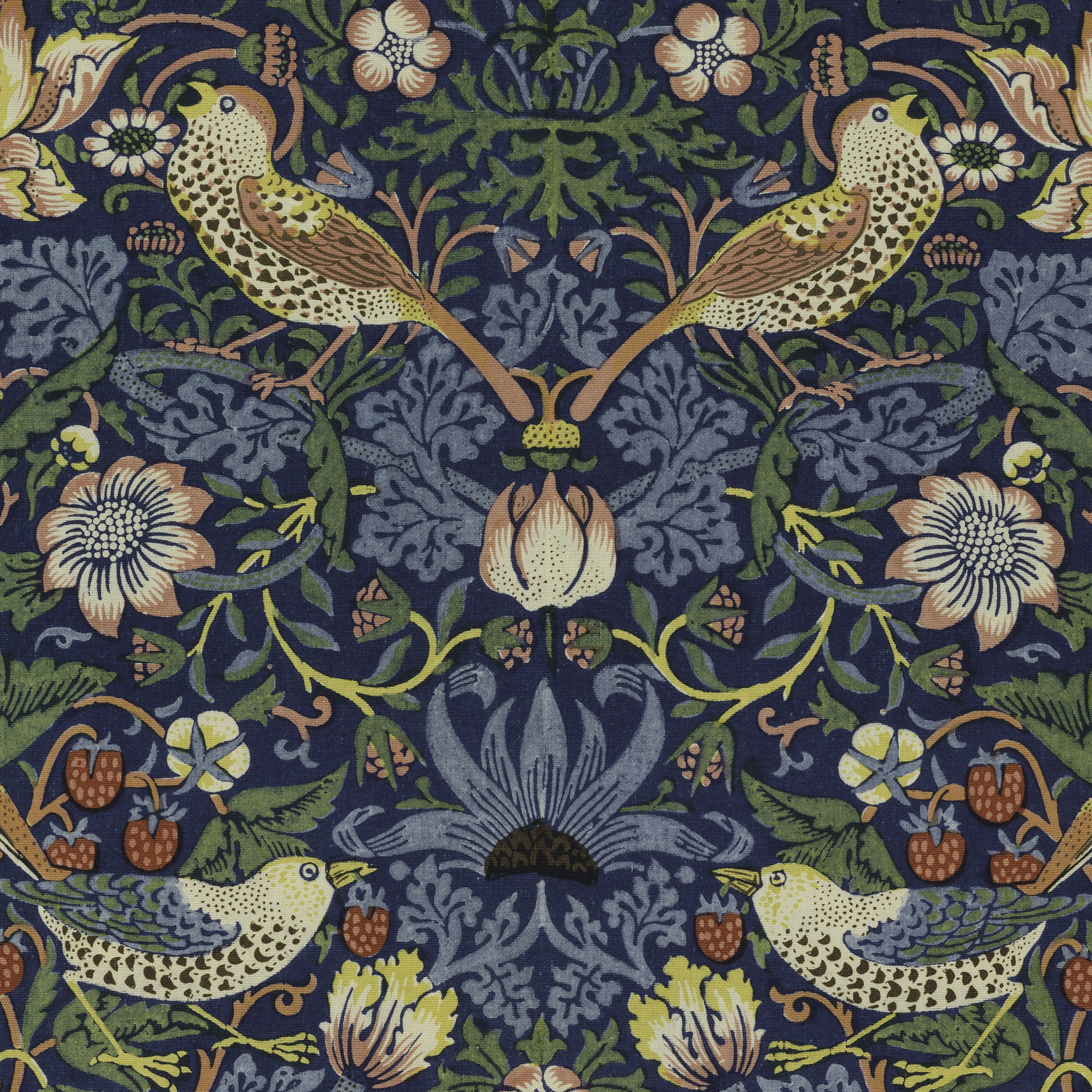
Фрагмент ткани 1934 года из Смитсоновского музея дизайна Купер Хьюитт (инв. 1935-23-21)

«Земляни́чный вор» (англ. Strawberry Thief) — растительно-зооморфный орнамент, разработанный английским художником Уильямом Моррисом (1834–1896) для печати на ткани в 1883 году. Набивной хлопок компании Морриса Morris & Co., несмотря на сложность в производстве и довольно высокую цену, имел успех у покупателей и до сих пор является одним из самых востребованных, узнаваемых и популярных дизайнов этого бренда.

## Создание
Идея создания узора пришла Моррису, когда из окна кухни в поместье Келмскотт он наблюдал за тем, как дрозды воруют землянику с его грядки. Дочь художника Мэй Моррис позднее писала, что глядя на орнамент, «вы можете представить, как мой отец, выйдя ранним утром из дома, наблюдает за дроздами, озорничающими на плодовых грядках, и говорит садовнику, который ворчит, что хотел бы свернуть негодникам шеи, что ни одну птицу в саду трогать нельзя».  
В «Земляничном воре» Моррис использовал бо́льшее количество цветов, чем в каком-либо другом своём текстиле. Работая над окрашиванием ткани, художник экспериментировал, сочетая новые технологии и утраченные приёмы. Нанесение рисунка на хлопковое полотно выполнялось методом вытравки индиго — древней техники, использовавшейся в Азии на протяжении многих веков. Моррис восхищался глубиной цвета и получаемой чёткостью деталей. Первые попытки применить этот метод он предпринял ещё в 1875 году, но только в 1881 году, после переезда на свою фабрику в Мертон-Эбби, недалеко от Уимблдона, он добился успеха.
Окрашивание состояло из нескольких этапов: сперва ткань погружали в чан с натуральным красителем индиго, затем с помощью деревянных печатных форм области будущего рисунка для полного или частичного обесцвечивания обрабатывались химическими веществами. После этого на нужные участки с помощью резных печатных форм наносился мордант и ткань опускалась в чаны с другими красителями: для элементов красного цвета использовался ализарин, получаемый из корней марены красильной, для элементов жёлтого цвета — лютеолин, добываемый из листьев резеды жёлтенькой.
«Земляничный вор» стал первым текстилем Морриса, окрашенным подобным методом. В мае 1883 года Моррис писал своей дочери: «Я провёл много времени в Мертоне на прошлой неделе… С волнением наблюдал за первой печатью „Земляничного вора“, и мне кажется, что на этот раз у нас всё получится». Довольный результатом, 11 мая Моррис зарегистрировал дизайн в Патентном бюро.
Хлопковая ткань тёмно-синего цвета с ярким насыщенным узором из птиц, ягод и цветов под названием «Земляничный вор» (Strawberry Thief) поступила в продажу в 1883 году. Из-за сложности производства эта материя стала одной из самых дорогих хлопковых тканей, производимых Morris & Co.. Несмотря на довольно высокую цену, ткань стала бестселлером фабрики Морриса.

## Описание

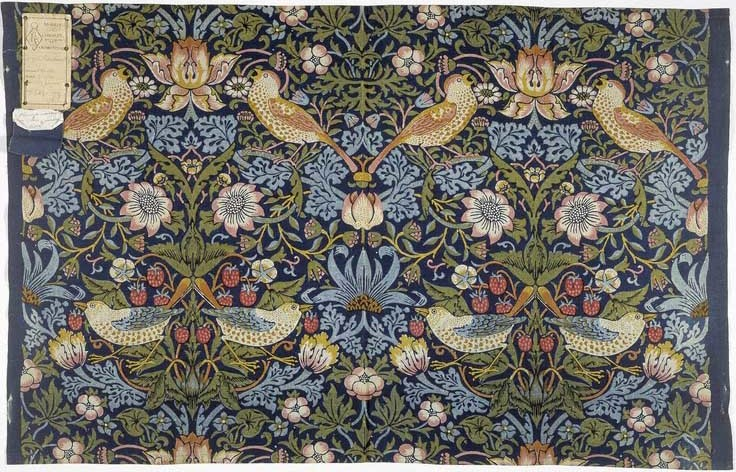
Образец мебельной ткани размером 60,5 × 95,2 см, хранящийся в Музее Виктории и Альберта (инв. T.586-1919)

«Земляничный вор» — растительно-зооморфный раппортный орнамент, созданный под влиянием исламского искусства, которое Моррис ценил и коллекционировал на протяжении всей своей жизни. Две пары расположенных друг против друга птиц разного цвета задают симметрию по вертикали. Дрозды (одни поющие, другие — с ягодами в клювах) сгруппированы попарно, так что они либо касаются хвостами, либо повёрнуты головами друг к другу. Витиеватый растительный орнамент, в который вплетены цветы и ягоды земляники является авторской интерпретацией восточного дамаста. 
Оригинальная ткань Морриса красилась индиго и была тёмно-синего цвета. Сохранившиеся в музейных коллекциях образцы датируются весьма приблизительно — вероятно, что они создавались в XX веке, уже без участия художника. Музейные отрезы ткани имеют различную ширину (от 92 до 99,1 см) и раппорт примерно 51 × 46 см.

## Производство
Моррис предпочитал многоэтапную технику окрашивания ткани. Сперва для получения глубокого тёмно-синего цвета вся ткань погружалась в чан с красителем индиго, затем промывалась и сушилась. После этого для выделения участков светло-голубого и других цветов использовались печатные блоки, покрытые растворителем. Для светло-голубых и зелёных участков использовался разбавленный раствор, для красных и жёлтых участков — концентрированный, чтобы эти участки полностью обесцветились. Затем на обесцвеченные участки наносился краситель. Тёмно-красный цвет получался при помощи печати нужных элементов рисунка с помощью морданта, а затем опускания ткани в чан с мареной: при этом краситель закреплялся лишь на тех местах, что были предварительно обработаны мордантом — с остальных участков краситель смывался. После промывки и просушки те же этапы повторялись для элементов жёлтого цвета: наносился мордант, ткань опускалась в чан с резедой, а затем промывалась.
Процесс был достаточно длительным и трудоёмким: для достижения конечного результата требовалось несколько дней, что сказывалось на цене материи.
Вполне вероятно, что фабрика вскоре перешла на технику прямой печати с помощью тех же печатных форм, без нанесения морданта и погружения в чаны с красителями. Точно не ясно, когда технология была упрощена, известно лишь, что после ликвидации Morris & Co. в 1940 году Stead & McAlpin уже не красили текстиль с помощью вытравки.

## Применение
Хлопок предназначался для использования в качестве занавесей и гардин, обивки мебели, а также для драпировки стен (элемент интерьерного дизайна, продвигаемый Моррисом).

## Печатные блоки
В 1940 году, во время ликвидации Morris & Co. компания Stead and McAlpin & Co. приобрела полный набор печатных блоков для тканей, выпускавшейся фабрикой Морриса. В 1940–1965 годах она производила текстиль под маркой Morris & Co. для таких компаний, как Liberty, Cavendish Textiles и John Lewis, а затем была поглощена последней — однако производство не остановилось. В 1980 году Музей Виктории и Альберта приобрёл коллекцию блоков Морриса, десятилетиями использовавшуюся на фабрике Stead & McAlpin. 
Датировать отдельные блоки крайне затруднительно. Оригинальные печатные блоки были вырезаны из грушевого дерева в 1883 году, однако, поскольку груша является мягкой древесиной, блоки постоянно заменялись по мере износа. Более поздними считаются блоки, имеющие металлические части.
Принято считать, что блоки, использовались следующим образом: 
- T.15 A — C — блоки фабрики Морриса, применявшиеся для первоначальной печати методом вытравки[англ.] индиго[5];
- T.125 A — E — использовались для печати мареной;
- T.125 L — O — использовались для печати резедой;
- T.125 F — G (для тёмно-синего цвета) и T.125 P — S (для голубого) — были вырезаны после 1940 года по заказу Stead & McAlpin для прямой печати на ткань.
- T.125 H — K — роль этих блоков точно не установлена; возможно, с их помощью выполнялись элементы коричневого цвета, однако остаётся неизвестным, какой для этого использовался краситель. Это могут быть как оригиналы времён Морриса, так и блоки, изготовленные после 1940 года.

## Популярность дизайна
«Земляничный вор», пожалуй, самый узнаваемый текстиль Морриса. Несмотря на то, что узор был создан более 140 лет назад, он продолжает пользоваться спросом у покупателей. По лицензии Morris & Co. в Великобритании компаниями Sanderson и Liberty производятся ткани, обои, текстиль для дома и другие изделия с этим узором в различных оттенках. Фарфоровые мануфактуры Royal Worcester и Spode по лицензии Morris & Co. выпускают посуду, столовые приборы и аксессуары с этим дизайном. Музей Виктории и Альберта, в коллекции которого хранится оригинальный образец ткани, использует дизайн Морриса для своей сувенирной продукции; товары с этим узором самые популярные в магазине музея. В сотрудничестве с музеем французская текстильная компания DMC выпускает наборы для вышивания на основе этого узора. В то же время компания William Morris Collection использует узор для канцтоваров, чехлов для очков и телефонов, запонок и другой продукции. Обувная компания Dr. Martens выпускала свои популярные ботинки 1460, украшенные узором Морриса.
Мотив «Земляничного вора» используется в афише выставки «Моррисомания» (Morris Mania), проходящей в Галерее Уильяма Морриса с 5 апреля по 21 сентября 2025 года.

## В культуре
В 2014 году геймдизайнер Музея Виктории и Альберта София Джордж выбрала орнамент Морриса для видеоигры для iPad, заказанной музеем. В игре Strawberry Thief игрок управляет птицей, летающей по экрану и постепенно раскрашивающей узор. Музыкальная композиция для игры была записана Королевским шотландским оркестром.
В 2019 году был опубликован роман «Земляничный вор» английской писательницы Джоанн Харрис. Рисунок Морриса послужил отправной точкой для идеи книги.